# Nördliche Taurach
Die Nördliche Taurach (auch Pongauer Taurach) ist ein rechter Nebenfluss der Enns. 
Sie ist einer der zwei Taurach genannten Flüsse, die beide in der Nähe des Radstädter Tauernpasses entspringen, aber in entgegengesetzte Richtungen entwässern. Die beiden Täler, die vom Tauernpass herunterziehen, werden ebenfalls beide Taurachtal genannt. Gemeinsam verbinden sie das Ennstal mit dem Murtal in Nord-Süd-Richtung.

## Name
Der Fluss wurde zwischen 1090 und 1101 als Turah erstmals schriftlich erwähnt. Die Deutung des Namens ist unsicher. Möglich leitet er sich von einem althochdeutschen Bergnamen *Tūr(o) ab oder von einem keltischen Flussnamen *Dūra mit der Bedeutung „rasch hin und her bewegen, schütteln“.

## Verlauf
Die Nördliche Taurach entspringt südlich unterhalb der Seekarspitze (2350 m) hauptsächlich aus den zwei Bächen Grünwald-Taurach und Hundsfeld-Taurach.
Die Grünwald-Taurach kommt aus dem gerade unter der Seekarspitze gelegenen Krummschnabelsee, fließt in den größeren Grünwaldsee und dann zur Hundsfeld-Taurach.
Diese Hundsfeld-Taurach entspringt teils aus Quellen, teils aus einem kleinen See im Seekar und fließt als ein schon ziemlich bedeutender Bach ins Hundsfeld.
Die beiden Quellbäche vereinigen sich in der Nähe des Tauernfriedhofs in Obertauern.
Eine erste Steilstufe im Tal überwindet die Taurach mit dem Johannesfall, erreicht die Talverflachung der Gnadenalm, überwindet bei der Gnadenbrücke eine weitere Stufe mit dem Gnadenfall und zwängt sich durch die Taurachschlucht (auch Taurachklamm genannt), ehe sie den sich nun weitenden Talboden bei Untertauern erreicht.
Der Unterlauf der Taurach hat weniger Zuflüsse als der Oberlauf. Knapp bevor die Taurach Radstadt erreicht, biegt sie im Ennstal scharf nach Osten und mündet erst nach einigen hundert Metern, die sie parallel zur Enns fließt, in spitzem Winkel in diese.
Die nördliche Taurach ist mit einer Länge von etwa 27 km etwas kürzer als die Südliche, hat aber den größeren Höhenunterschied von mehr als 900 m zu überwinden.

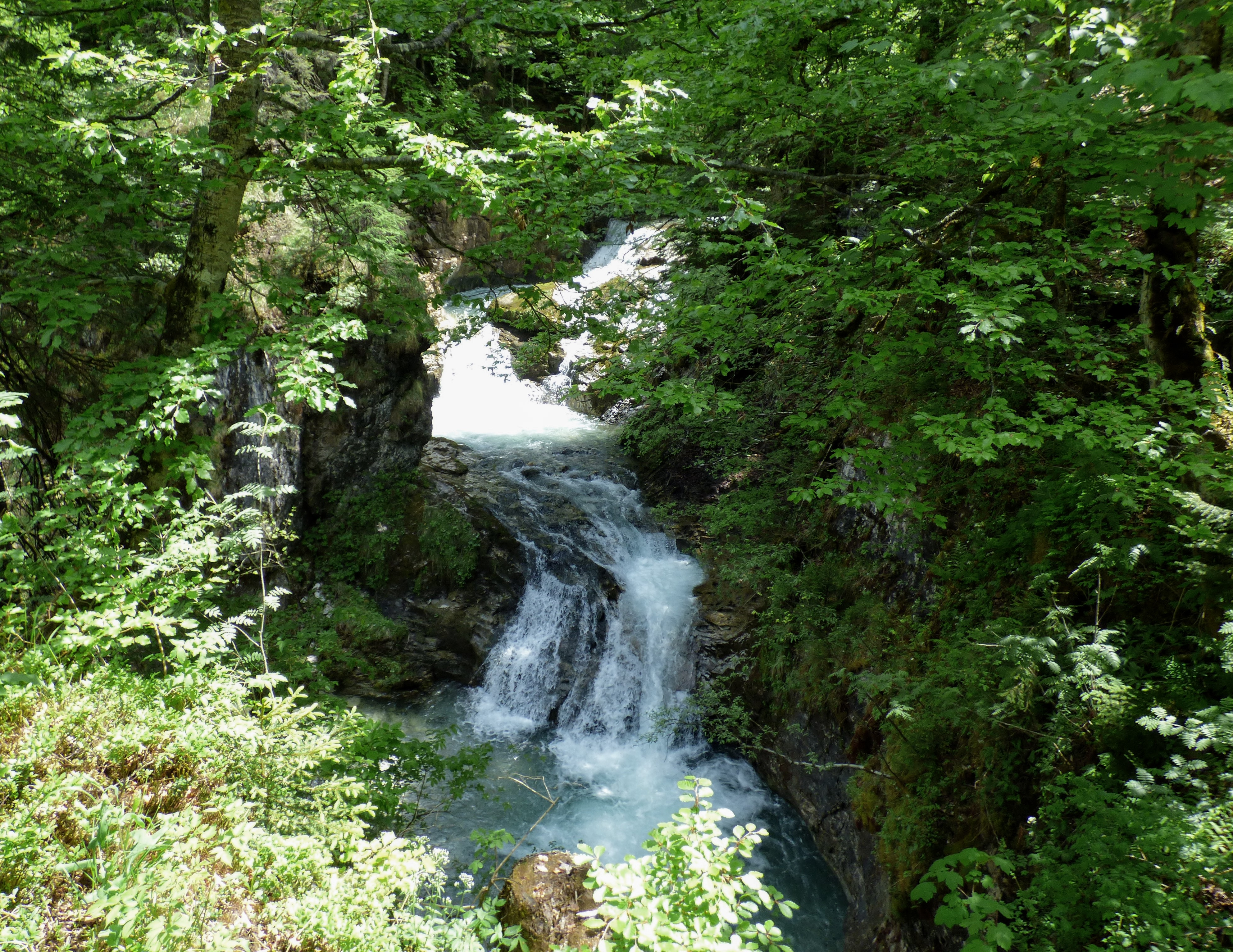
Nördliche Taurach in der Schlucht zwischen Gnadenalm und Untertauern
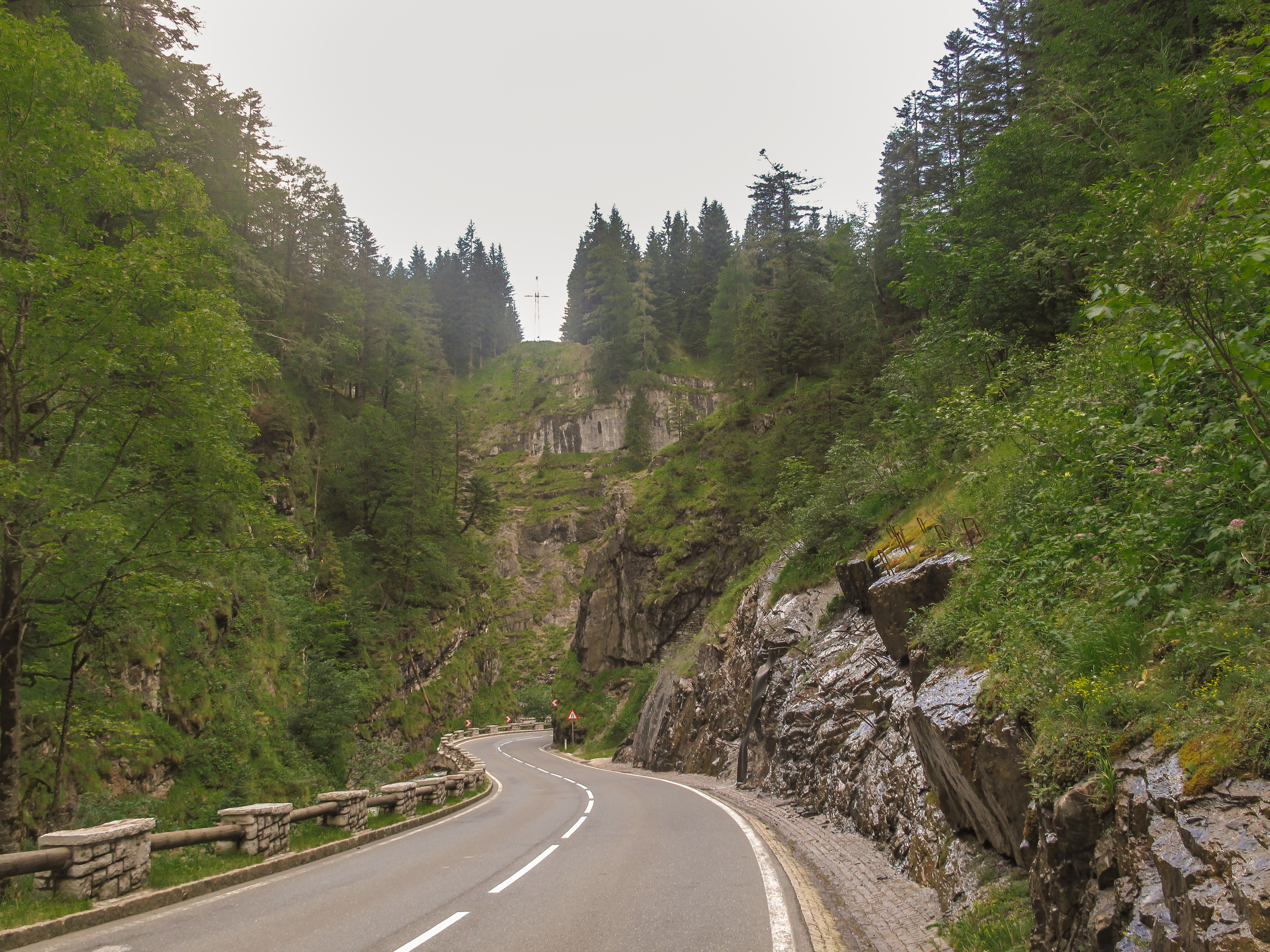
Taurachschlucht zwischen Gnadenalm und Untertauern